# Parque Nacional Chūbu-Sangaku
O parque nacional Chūbu-Sangaku é um parque nacional japonês. Localizado nas prefeituras de Niigata, Toyama, Nagano e Gifu e se extendendo por 174.323 hectares, foi designado parque nacional em 1934.